# 黄瑞昙
黄瑞昙，江西宁都人，是一名清朝政治人物。
黄瑞昙曾于1794年接替姚学甲任嘉定县知县一职，1794年由姚学甲接任。